# Neotoma chrysomelas
Neotoma chrysomelas är en däggdjursart som beskrevs av J. A. Allen 1908. Neotoma chrysomelas ingår i släktet egentliga skogsråttor och familjen hamsterartade gnagare. IUCN kategoriserar arten globalt som livskraftig. Inga underarter finns listade i Catalogue of Life.
Denna gnagare blir 18,5 till 22 cm lång (huvud och bål), svanslängden är 15 till 18 cm och vikten varierar mellan 152 och 187 g. Djuret har 3,3 till 3,6 cm långa bakfötter och 2,5 till 3,0 cm stora öron. Pälsen är liksom hos Neotoma mexicana grå, ljus gråbrun, ljusbrun eller rödbrun. Några populationer har en tydlig orange skugga. Den tydligaste skillnaden mellan arterna finns i avvikande detaljer av kraniets konstruktion.
Arten förekommer i Honduras och i Nicaragua. Den lever i låglandet och i bergstrakter upp till 2000 meter över havet. Neotoma chrysomelas vistas i klippiga områden med lite växtlighet.
Några upphittade honor var dräktiga med en unge.